# آنا دي هولاندا
آنا ماريا ألفيم بوارك دي هولاندا (من مواليد 12 أغسطس 1948) كانت وزيرة الثقافة في البرازيل من 2011 إلى 2012. عملت كمغنية من قبل تنصيبها وزيرة، وهي شقيقة المغني وكاتب الأغاني شيكو بواهكي وابنة عالم الاجتماع ساهجيو بواهكي دي أواندا.